# ストロンゼー島

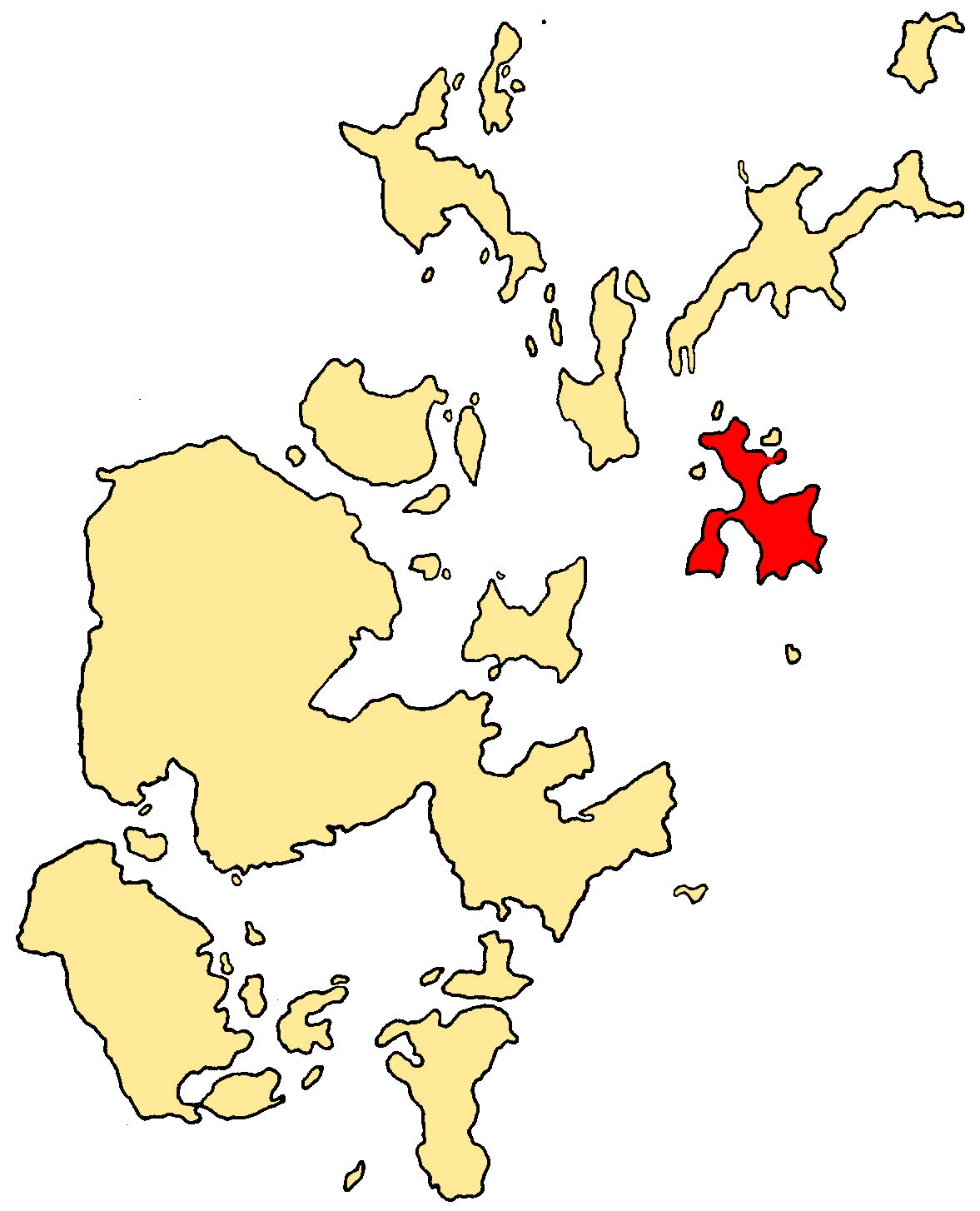
ストロンゼーの位置

ストロンゼー島 （Stronsay、古ノルド語:Strjónsey）は、スコットランド、オークニー諸島の島。州都カークウォールからのフェリーか飛行機で島へ行くことができる。人口343人（2001年）。
現在は農業が中心となっている島だが、18世紀から19世紀はケルプ（Kelp、大型海藻の一種）の収集とニシン漁だけで5,000人あまりの住民が働いていた。スコットランド島嶼部で人口が1000人を越えていた例は他になく、20世紀半ばになってもニシン漁の季節労働者を含めて1200人ほどが暮らしていた。ケルプ灰産業が18世紀に繁栄したため、釜の跡が今も見られる。
オークニーのその他の島々同様、ストロンゼーは赤い砂岩で構成される。島の周囲には、リンガ・ホルム島、パパ・ストロンゼー島などの小島がある。
1808年、ストロンゼーの怪物と呼ばれる未確認生物の目撃があった。全長55フィート、首が15フィートあったといわれた。シーサーペントか、ウバザメの一種ではないかとも言われている。